# 塞拉迪圣本图
塞拉迪圣本图是巴西北大河州的一个市镇。总面积96.635平方公里，总人口5557人，人口密度57.5人/平方公里。